# Tell el-Balamoun
Pour les articles homonymes, voir Diospolis.
Tell el-Balamoun est le nom actuel d'une ancienne ville égyptienne nommée Sema-Behedet et datant de 2400 avant notre ère. C'était autrefois une ville portuaire sur un estuaire du Nil, mais elle se trouve maintenant à l'intérieur des terres. Dans l'Antiquité, elle était également connue sous le nom de Diospolis Kato ou Diospolis Parva. Elle possède un complexe de temples.

## Histoire
D'abord appelée Smabehdet ou Behdet, la ville égyptienne ancienne date de 2400 avant notre ère, voire encore plus tôt. Vers -1200, pendant le Nouvel Empire, elle est nommée Paiouen-Amon, ce qui signifie « l'île du [dieu] Amon ». C'était l'ancienne forme du nom de Balamoun,. Tell el-Balamoun, située dans une zone agricole du delta du Nil, était une ville portuaire d'un estuaire du Nil (mais elle est maintenant à quinze kilomètres de la mer Méditerranée en raison de l'avancée du delta du Nil).
Elle était le site d'un complexe de temples. Un enclos ramesside contient des temples des XXIIe, XXVIe et XXe dynasties (Sheshonq III, Psammétique Ier, et Nectanébo Ier). Il y avait aussi un cimetière pour l'élite près de l'enceinte. Il y avait aussi une tombe d'Iken, un vizir de Basse-Égypte, datant de -900. Dans l'Antiquité, les pierres des temples ont été enlevées et utilisées pour d'autres structures ou brûlées pour produire de la chaux.
La ville a été occupée de façon continue jusqu'au VIe siècle de notre ère, époque à laquelle elle était une ancienne cité romaine avec une route pavée de dalles de calcaire.

## Histoire de la recherche
Le site archéologique, d'un diamètre de plus d'un kilomètre, est une série de monticules pouvant atteindre dix-huit mètres. Ce qui reste du site est une forteresse, d'autres structures en terre et des tranchées qui montrent les murs des temples. En 1913, Howard Carter de l'Institut Griffith de l'université d'Oxford a effectué des fouilles archéologiques. Francis Ghattas de l'université de Mansura a effectué des travaux en 1977 et 1978. Le British Museum a parrainé des fouilles à partir de 1991 en partenariat avec l'Egypt Exploration Society, l'Académie polonaise des sciences et le Centre polonais d'archéologie méditerranéenne. Le projet s'est poursuivi jusqu'en 2010.

## Toponymie
Dans l'Égypte antique, le site a eu plusieurs noms :
| F36 | F18 · D46 | X1 · O49 |

| F36 | F18 · D46 | X1 · O49 |

| F36 | F18 · D46 | X1 · O49 |

| F36 | F18 · D46 | X1 · O49 |

| F18 · D46 | X1 · O49 |

| F18 · D46 | X1 · O49 |

| F18 · D46 | X1 · O49 |

| F18 · D46 | X1 · O49 |

| O1 · Z1 | M17 | Y5 · N35 | A40 |

| O1 · Z1 | M17 | Y5 · N35 | A40 |

| O1 · Z1 | M17 | Y5 · N35 | A40 |

| O1 · Z1 | M17 | Y5 · N35 | A40 |

| G41 | A | N17 · Z1 · N23 | N35 | M17 | Y5 · N35 | G7 | kA | Z1 | G7 | G7 | S40 | X1 · O49 | G7 |

| G41 | A | N17 · Z1 · N23 | N35 | M17 | Y5 · N35 | G7 | kA | Z1 | G7 | G7 | S40 | X1 · O49 | G7 |

| G41 | A | N17 · Z1 · N23 | N35 | M17 | Y5 · N35 | G7 | kA | Z1 | G7 | G7 | S40 | X1 · O49 | G7 |

| G41 | A | N17 · Z1 · N23 | N35 | M17 | Y5 · N35 | G7 | kA | Z1 | G7 | G7 | S40 | X1 · O49 | G7 |